# Sexe de survie
Le sexe de survie est une forme de prostitution pratiquée par une personne en raison de son besoin extrême pour une ressource ou un service. Il décrit la pratique des personnes qui sont sans abri ou autrement défavorisées dans la société, échangeant des relations sexuelles contre de la nourriture, un endroit pour dormir, d'autres besoins de base, ou encore contre de la drogue. Le terme est utilisé par les chercheurs sur la pauvreté et les travailleurs humanitaires.

## Prévalence
Les relations sexuelles de survie sont courantes dans le monde entier et ont fait l'objet d'études approfondies dans de nombreux pays, notamment aux États-Unis, au Canada, au Mexique, aux Philippines, en Thaïlande, en Nouvelle-Zélande, en Colombie, au Kenya, en Ouganda et en Afrique du Sud.
Les chercheurs estiment que parmi les jeunes sans-abri en Amérique du Nord, un sur trois a eu des relations sexuelles de survie. Dans une étude sur les jeunes sans-abri à Los Angeles, environ un tiers des femmes et la moitié des hommes ont déclaré avoir eu des relations sexuelles de survie. La probabilité augmente avec le nombre de jours pendant lesquels le ou la jeune a été sans-abri, après avoir été victime de violence, après s'être livré à un comportement criminel, s'il est consommateur de substances illégales, s'il a déjà tenté de se suicider, et d'autres facteurs comme être enceinte ou avoir une infection sexuellement transmissible favorisent aussi ce type de comportement.
Selon une étude, les enfants des rues qui sont LGBT sont trois fois plus susceptibles de s'engager dans des relations sexuelles de survie que leurs homologues hétérosexuels. Une autre étude a révélé que les jeunes transgenres sont les plus susceptibles de se livrer à des relations sexuelles de survie.
Le sexe de survie est courant dans les camps de réfugiés. Dans les camps de personnes déplacées du nord de l'Ouganda, où 1,4 million de civils ont été déplacés par le conflit entre les forces gouvernementales ougandaises et l'Armée de résistance du Seigneur, Human Rights Watch a rapporté en 2005 que des femmes et des filles déplacées se livraient à des relations sexuelles de survie avec d'autres résidents du camp, avec le personnel de la défense locale ou encore avec les soldats du gouvernement ougandais.